# Правиковы
Правиковы — дворянский род.
В Боярской книге записан стряпчий  Григорий Васильевич Правиков (1692).
Определением Правительствующего Сената от 27 октября 1864 г. утверждены постановления Курского дворянского депутатского собрания от 10 декабря 1835 года и 16 февраля 1837 года, о сопричислении ротмистра Никиты Павловича Правикова с детьми, в том числе и сыном Николаем, к роду дворян Правиковых, признанному в древнем дворянстве, со внесением в шестую часть дворянской родословной книги.

## Описание герба
В лазоревом щите вырванный с корнями золотой дуб с червлеными желудями. По сторонам от дуба по серебряному изогнутому мечу с золотой рукояткой.
На щите дворянский коронованный шлем. Нашлемник: золотой дубовый венок с червлеными желудями. Намёт на щите лазоревый, подложенный золотом. Щитодержатели: два чёрных медведя с червлеными глазами и языками. Девиз: «СИЛА В ЧЕСТИ И ПРАВДЕ» золотыми буквами на лазоревой ленте. Герб Николая Правикова внесен в Часть 14 Общего гербовника дворянских родов Всероссийской империи, стр. 27.